# دناتلا ورساچه
دُناتلا فرانچسکا ورساچه (به انگلیسی: Donatella Francesca Versace؛ زادهٔ ۲ مهٔ ۱۹۵۵) طراح مد ایتالیایی و خواهر بنیان‌گذار شرکت ورساچه، جیانی ورساچه
است که خود صاحب ۳۰ درصد از سهام شرکت ورساچه می‌باشد. پس از قتل جانی ورساچه، ۵۰ درصد از سهام شرکت ورساچه به دختر او رسید.

## اوایل زندگی و تحصیلات
دناتلا ورساچه در رجیو کالابریا، ایتالیا به دنیا آمد. او کوچک‌ترین فرزند خانواده که شامل سانتو، جیانی و تینا است بود. پدرش، آنتونیو ورساچه، به اداره کسب و کار خانوادگی معدن زغال سنگ کمک می‌کرد و مادرش، فرانچسکا ورساچه (با نام خانوادگی اولاندز)، قبل از راه‌اندازی بوتیک مد خود، خیاط یک شرکت مد بود. خواهر بزرگتر او، تینا، در سن ۱۲ سالگی بر اثر عفونت کزاز که به درستی درمان نشده بود، درگذشت.
در اواسط دهه ۱۹۷۰، دوناتلا در فلورانس به تحصیل ادبیات و زبان پرداخت. در آخر هفته‌ها، او به میلان رفت و آمد می‌کرد تا با جیانی، که در شرکت مد کالاگان کار می‌کرد، کار کند. مادر دوناتلا موافقت نکرد، و از او می‌خواست که به جای آن روی تحصیلاتش تمرکز کند و با بازدیدهای غیرمنتظره از فلورانس، دوناتلا را بررسی می‌کرد.

## حرفه
دناتلا تنها به حرفه صنعت مد علاقه‌مند بود و اظهار داشت: «من می‌دانستم که قرار است در زمینه مد کار کنم؛ واقعاً به هیچ چیز دیگری فکر نمی‌کردم.» در سال ۱۹۷۶، دناتلا و سانتو به برادرشان جیانی در میلان پیوستند. این سه نفر در سال ۱۹۷۸ در یک تور سه هفته ای در جستجوی مطبوعات و خریداران خارجی در انتظار راه اندازی برند ورساچه به ایالات متحده سفر کردند.
برند ورساچه در سال ۱۹۷۸ تأسیس شد و دناتلا به عنوان معاون رئیس استخدام شد، اگرچه او در تمام پروژه‌ها با جیانی، به ویژه در استایل، ایجاد تصویر برند و طراحی لوازم جانبی برند، کفش، و کیف‌های دستی همکاری داشت. در سال ۱۹۸۲ جیانی، دوناتلا را به حراجی فرستاد که در آنجا پیشنهاد برنده را در کاخ Via Gesù ۱۲ در میلان قرار داد که به دفتر مرکزی و نمایشگاه ورساچه تبدیل شد.

## زندگی شخصی
او در سال ۱۹۸۳ با مدل آمریکایی Paul Beck ازدواج کرد و از حاصل این ازدواج دختری به نام Allegra متولد ۱۹۸۶ و پسری به نام Daniel متولد ۱۹۸۹ زاده شد، اما در سال ۲۰۰۰ از یکدیگر جدا شدند.
دناتلا به مدت ۱۸ سال تا سال ۲۰۰۵ به کوکائین اعتیاد داشت و در کلینیک‌های مختلفی بستری می‌شد و با آن مبارزه می‌کرد. او که به سیگار اعتیاد داشت، در سال ۲۰۱۴ آن را ترک کرد.